# Achille Campanile
Achille Campanile (Roma, 28 settembre 1899 – Lariano, 4 gennaio 1977) è stato uno scrittore, drammaturgo, sceneggiatore e giornalista italiano, celebre per il suo umorismo surreale e i giochi di parole.

## Biografia
Achille Campanile nacque a Roma da Gaetano Campanile Mancini (1868-1942), casertano, soggettista, sceneggiatore e regista di film muti e poi redattore capo del quotidiano La Tribuna, e da Clotilde Fiore, di origini toscane. Un suo fratello minore, Vincenzo, divenne noto come sceneggiatore ed autore televisivo. 
Dopo aver frequentato il Liceo classico «Mamiani» trovò un lavoro come impiegato statale. Nel tempo libero dal lavoro iniziò la carriera giornalistica come cronista del quotidiano romano La Tribuna per passare poi all'Idea Nazionale e al Travaso delle idee. Si fece notare per il racconto della triste storia di una vedova che tutti i giorni, da molti anni, si recava al cimitero per portare dei fiori sulla tomba del marito. Un giorno fu trovata morta, riversa sulla tomba. Campanile preparò il "pezzo" come di consueto e titolò ironicamente "Tanto va la gatta al lardo...".
Il responsabile della Terza pagina del suo giornale era Silvio D'Amico (ma secondo altre versioni si sarebbe trattato di Emilio Cecchi) che, sconcertato, non sapendo se avesse a che fare con un genio o con uno squilibrato, nel dubbio gli diede una possibilità, che Campanile non avrebbe deluso. In qualche modo presentato e introdotto, dunque, al mondo della cultura degli anni venti, non tardò Campanile a fare notare una spiccata vocazione per una composizione anticonvenzionale e incline alla ricerca dell'effetto.
Campanile, ammirato e sostenuto da Pirandello e Montale (con il quale era anche in amicizia), cominciò dunque a presentare i suoi primi lavori (Centocinquanta la gallina canta del 1924, L'inventore del cavallo del 1925). Seguirono commedie e romanzi di notevole successo come Ma che cosa è quest'amore del 1927, Se la luna mi porta fortuna, Agosto, moglie mia non ti conosco che gli diedero una notevole popolarità tanto che la sua immagine in abiti molto eleganti e con il monocolo era molto nota.
In quel periodo inizia anche la collaborazione con periodici letterari quali La Fiera Letteraria e Il dramma. Nel 1930 la rappresentazione della sua commedia in tre atti L'amore fa fare questo ed altro al Teatro Manzoni di Milano, per la regia di Guido Salvini e l'interpretazione di Vittorio De Sica, Giuditta e Checco Rissone e altri famosi, destò un putiferio: il pubblico si divise in entusiasti estimatori e feroci denigratori. La commedia fu poi riproposta anche all'estero con lo stesso risultato.
La sua popolarità aumentò ulteriormente nel 1932, quando seguì il Giro d'Italia per conto del quotidiano Gazzetta del Popolo di Torino. Inventò il personaggio di Battista, cameriere e gregario, e i suoi reportage furono raccolti nel libro Battista al Giro d'Italia. Poco dopo uscì Cantilena all'angolo della strada, raccolta di saggi e meditazioni pubblicate in precedenza sui quotidiani La Stampa e La Tribuna, che gli valse il suo primo premio Viareggio (1933). Dopo la guerra ebbe un calo di popolarità, ma nel 1953 la nascente televisione italiana, ancora in fase sperimentale, trasmise alcuni brani delle sue opere e lui stesso comparve sullo schermo.
Dal 1959, per alcuni anni, tenne una rubrica di critica televisiva su L'Europeo. Fra le poche opere del periodo spicca Il povero Piero del 1959, dove viene affrontato con molta ironia l'argomento della morte e, soprattutto, dei funerali e degli atteggiamenti di parenti e amici del caro estinto. Nel 1963 curò la sceneggiatura di uno spot nella famosa trasmissione pubblicitaria di prima serata Carosello dal titolo Consiglio di famiglia, pubblicizzando lo shampoo DOP per la ditta italo-francese Saipo-L'Oréal.
Negli ultimi anni venne riscoperto e ritornò a un grande successo con Manuale di conversazione (1973) e Gli asparagi e l'immortalità dell'anima (1974). Nel 1973 ottenne il suo secondo premio Viareggio, quarant'anni dopo il primo, per l'opera: Manuale di conversazione e nel 1976 vinse il premio Forte dei Marmi con il romanzo L'Eroe.
Nel 1955 aveva sposato Giuseppina Bellavita (detta Pinuccia, 1935-1996), dalla quale ebbe l'anno successivo il figlio Gaetano. Visse dividendosi fra Roma e Milano, ma negli ultimi anni si spostò a Lariano, vicino a Velletri, dove morì nel 1977. È sepolto nel cimitero di Velletri.

## Tragedie in due battute
Fra le prime sue opere le Tragedie in due battute (rappresentate per la prima volta intorno al 1925) costituiscono certamente un contributo di grande innovazione e un'opera in sé irripetuta. Si tratta di piccoli atti, sceneggiati per il teatro, effettivamente composti da un numero irrisorio di battute (termine usato nel senso del gergo teatrale e non in quello umoristico).
La stella nell'imbarazzo
- La prima stella: «Ma che vorrà da me quell'astronomo?»
- La seconda stella: «Perché?»
- La prima stella: «Mi sta fissando da un'ora con il cannocchiale».

Alcuni sono rimasti noti presso il pubblico, spesso senza che sia noto da dove provengano, come per esempio il notissimo scambio di battute:
«Dove vai?»
«All'arcivescovado. E tu?»
«Dall'arcivescovengo.»
Malgrado il nome con cui sono note si tratta ovviamente di opere del genere della commedia e destinate dallo stesso autore a una prevista lettura libresca piuttosto che alla resa scenica. Questo anche in considerazione dei numerosi commenti inseriti nelle note di rappresentazione, e che talvolta costituiscono l'intero contenuto della "tragedia", come per esempio in Una tragedia evitata in tempo, nella quale l'unico protagonista non recita una sola battuta. Anche questa chiave è portata al paradosso in Un dramma inconsistente, il cui unico personaggio è Nessuno: la scena, suggerisce la nota d'ambiente, "si svolge in nessun luogo" e Nessuno "(tace)".
Come in molte di queste tragedie, infatti, Campanile parte dal titolo per costruire il suo atto unico in rigorosa deduzione dal titolo stesso, la tragedia è spiegazione del suo titolo. Meglio se in poche battute, con epigrammatica esplicitazione della potenziale pericolosità paradossale di un apparentemente innocente assunto. È questa infatti una delle tecniche più caratteristiche di Campanile: recepire l'assunto esterno, sia esso il titolo, sia esso una battuta di uno dei suoi protagonisti, con sospensione temporanea di giudizio, portandolo perfidamente alle sue estreme conseguenze di paradosso, implicitamente denunciando che nessun assunto è sufficientemente ristretto in una definizione unica, inequivoca e incontrovertibile, insuscettibile di esiti perniciosi.
In altri casi la chiave è ribaltata e le tragedie riassumono in un titolo formalmente corretto situazioni di vaga eccezionalità, la cui racchiudibilità in un concetto banalmente consueto svilisce il contenuto di eccezionalità, o forse irride l'intento o l'istinto di considerare talune situazioni come eccezionali, come cioè non riconducibili a già esplorate categorie dell'ordinarietà. Le tragedie sono state raccolte da compilatori, in realtà non furono ordinate dall'autore. Furono anche più volte rappresentate a teatro, fra gli altri dalla compagnia Tieri Lojodice.
(Achille Campanile)

## Lo stile
Lo stile di Campanile, praticamente oggi riconoscibile e inconfondibile al primo assaggio, si compone di una prosa curata, precisa, pignola, con costante (ma sottintesa) ricerca di impeccabilità linguistica. Nella grande ed esperta conoscenza della lingua, e nel sapiente uso del lessico (solo apparentemente popolaresco, in realtà rigorosamente studiato e sofisticato), affonda la radice della non comune capacità di allestire spettacoli della logica che, in qualche assonanza (o piuttosto consonanza) con effetti tipici pirandelliani, ridicolizzano la più istintiva delle convenzioni sociali, la parola, e attraverso questa le convenzioni stesse.

## Critica
Molti critici hanno elevato lo scrittore a "classico" del Novecento; fra essi Carlo Bo (per il quale era "uno dei rarissimi inventori di un nuovo genere letterario") ed Enzo Siciliano, che ha evidenziato come in questo autore "il riso, nell'attimo in cui scocca, è anche empio". Oltre che all'analogia con alcuni dei percorsi pirandelliani in tema di convenzioni, Campanile è stato variamente accostato alle ricerche sull'assurdo di Eugène Ionesco (accostamento che respinse) e al surrealismo, ma secondo alcune visioni costituirebbe un unicum, un caso pienamente a sé e di non vantaggiosa comparazione.
Come tutti gli umoristi Campanile fu sottovalutato per anni da tutta la critica ufficiale; la sua "riscoperta" da parte del pubblico e della critica negli anni settanta rese giustizia a uno dei più grandi umoristi italiani. In particolare Umberto Eco ne analizzò lo stile e la modernità del suo umorismo paradossale e surreale. Fra gli altri ammiratori vanno menzionati Oreste Del Buono, Norberto Bobbio e Giovanni Arpino. Un tocco post-futurista caratterizza molte delle sue gag, non diversamente da quelle di Carlo Manzoni e degli exploit di De Crescenzo.
(Achille Campanile)

## Le opere
La produzione di Achille Campanile è molto vasta e spazia fantasiosamente dal teatro al romanzo, dalla sceneggiatura cinematografica alla critica televisiva.

### Narrativa
- Ma che cosa è quest'amore?, Milano, Corbaccio (1927)
- Se la luna mi porta fortuna, Milano, Treves (1928)
- Giovinotti, non esageriamo! (E sia detto anche alle ragazze) nonché ai vecchi e alle persone di mezza età, Milano, Treves (1929)
- L'umorismo dell'Ariosto, in AA.VV., L'ottava d'oro. Celebrazioni ariostesche, Milano, Treves (1930)
- Agosto, moglie mia non ti conosco, Milano, Treves (1930)
- In campagna è un'altra cosa (c'è più gusto), Milano, Treves (1931)
- Battista al Giro d'Italia, Milano-Roma, Treves-Treccani-Tumminelli, 1932; Otto/Novecento, Milano (2010)
- Cantilena all'angolo della strada, Milano-Roma, Treves-Treccani-Tumminelli, (1933)
- Amiamoci in fretta, Milano-Verona, A. Mondadori (1933)
- Chiarastella, Milano-Verona, A. Mondadori (1934)
- La moglie ingenua e il marito malato, Milano, Rizzoli (1941)
- Il diario di Gino Cornabò, Milano, Rizzoli (1942)
- Celestino e la famiglia Gentilissimi, Milano, Rizzoli (1942)
- Avventura di un'anima, Roma, De Luigi (1945)
- Viaggio di nozze in molti, Milano, Garzanti (1946)
- Il giro dei miracoli, Milano, Milano-Sera (1949)
- Trac Trac Puf. Fiaba per adulti e per piccini, Milano, Rizzoli (1956)
- Codice dei fidanzati, Milano, Elmo (1958)
- Il povero Piero, Milano, Rizzoli (1959)
- Trattato delle barzellette. Con florilegio, silloge, repertorio, divisione per materie, enciclopedia alfabetica e storica, ad uso delle scuole, università, famiglie, comunità, signore sole, viaggiatori, tipi sedentari e professori della Sorbona, Milano, Rizzoli (1961)
- Dormono sulla collina, presentazione di Umoristi francesi. 1890-1960, Roma, Editalia (1967)
- Togliamoci il cappello, presentazione di Umoristi inglesi. 1890-1960, Roma, Editalia (1967)
- Manuale di conversazione, Milano, Rizzoli (1973)
- Gli asparagi e l'immortalità dell'anima, Milano, Rizzoli (1974)
- Vite degli uomini illustri, Milano, Rizzoli (1975)
- L'eroe o Si direbbe che a uno squillo di tromba..., Milano, Rizzoli (1976)
- Paganini non ripete, Firenze, Sansoni (1979)
- Benigno. La casa dei vecchi, Milano, Rizzoli (1981)
- L'umorista e l'atomica, conferenza al Circolo Ufficiali il 16 dicembre 1950, in "Ridotto", 3 marzo 1984.
- La televisione spiegata al popolo, Milano, Bompiani (1989) (contiene articoli di critica televisiva pubblicati su "L'Europeo" dal 1958 al 1975)
- Poltroni numerati, Bologna, Il Mulino (1992)
- Autoritratto, Torino, Aragno (2008)
- Urgentissime da evadere. Viaggio nel '900 attraverso la corrispondenza di Achille Campanile - curatori Angelo Cannatà e Silvio Moretti - Torino, Aragno (2010) (contiene lettere 1922-1976)
- Grazie, arcavolo! - scritti inediti e dispersi di Achille Campanile - curatori Angelo Cannatà e Silvio Moretti - Torino, Aragno (2017)

### Teatro
- Il suicida cortese, alla stazione in un mattino, in "Fiera letteraria", 27 dicembre 1925.
- Il bacio, in "Fiera letteraria", 31 gennaio 1926.
- Erano un po' nervosi, in "Lettura" (1927)
- L'inventore del cavallo, Roma, Editrice d'Arte Fauno (1927)
- Il ciambellone, Roma, Editrice d'Arte Fauno (1927)
- Teatro completo, Milano, Treves (1931), che contiene:
  - L'amore fa fare questo e altro (1930)
  - Centocinquanta la gallina canta (1924)
  - Il ciambellone (1925)
  - L'inventore del cavallo
  - 38 tragedie in due battute
- Nel palazzo delle sirene, in "Gazzetta del popolo" (19 gennaio 1935)
- Il microbo nell'imbarazzo, in "Gazzetta del popolo" (6 febbraio 1937)
- La questione della villeggiatura, in "Gazzetta del popolo" (20 marzo 1937)
- Tragedie intime, in "Gazzetta del popolo" (28 agosto 1937)
- Nel mondo delle fiabe, in "Gazzetta del popolo" (11 novembre 1937)
- L'austero prof, Pertusius, l'austero prof. Gaius, in "Gazzetta del popolo" (16 gennaio 1938)
- Le disgrazie di Ascanio Cògoma, in "Gazzetta del popolo" (3 aprile 1938)
- Il cappello, conferenza sceneggiata in "Gazzetta del popolo" (aprile-maggio 1938)
- Uno sciagurato, in "Il Milione" (27 ottobre 1938)
- Il salvataggio, in "La Lettura" (agosto 1938)
- Il filosofo, in "Gazzetta del popolo" (9 luglio 1939)
- Un concerto andato male (13 agosto 1939)
- Visita di condoglianze, in "La Lettura" (1939)
- Delitto a Villa Roung, in "La Lettura" (1939)
- John, l'austero ispettore, in "Ecco" (27 dicembre 1939)
- Astuzie di un ladro e L'amore al buio, in "Gazzetta del popolo" (18 febbraio 1940)
- Le riflessioni errate, Fatale equivoco di un incantatore di serpenti e Paria, in "Gazzetta del popolo" (31 marzo 1940)
- Signore sole e Uomo solo, in "Gazzetta del popolo" (5 maggio 1940)
- Non era un ombrello, in "Gazzetta del popolo" (16 maggio 1940)
- Il vecchio Agenore, in "Gazzetta del popolo" (26 maggio 1940)
- Aeroporto, in "La Lettura" (1940)
- La spagnola, in "La Lettura" (1940)
- Se gli uomini avessero la coda (La moglie ingenua e il marito malato), Milano, Rizzoli (1941)
- Un servizio per ventiquattro, in "Gazzetta del popolo" (28 giugno 1942)
- Una domanda di matrimonio, in "Illustrazione del popolo" (2 agosto 1942)
- Campionato di calcio di serie A, in "Gazzetta del popolo" (15 novembre 1942)
- Vecchia Russia, in "Orlando paladino" (1945)
- Dietro quel palazzo, rivista in 2 tempi (1946)
- Un esperimento riuscito (1948)
- Arrivo del duca Limone, in "L'Europeo" (23 luglio 1950)
- Nozze di oggi, in "L'Europeo" (30 agosto 1953)
- Armando oggi, in "L'Europeo" (23 maggio 1954)
- Margherita oggi, in "L'Europeo" (30 maggio 1954)
- Sera d'agosto, in "L'Europeo" (15 agosto 1954)
- Una crociera in maschera, in "L'Europeo" (27 settembre 1959)
- Il povero Piero, in "Sipario" (1961)
- Sogno (ad occhi aperti) di una notte di mezza estate (1966)
- La canzone napoletana, in "Video" (maggio 1969)
- L'inventore del cavallo e altre quindici commedie. 1924-1939, Torino, Einaudi (1971)
- Tragedie in due battute, Milano, Rizzoli (1978)
- Atti unici ed inediti (L'occasione, Da capo, Il suicida gentile, Il nuovo pensionante, Autoritratto), in "Ridotto" (marzo 1984)

### Contributi cinematografici
- Animali pazzi,[10] regia di Carlo Ludovico Bragaglia (1939) – soggetto e sceneggiatura
- L'amore si fa così, regia di Carlo Ludovico Bragaglia (1939) – soggetto e sceneggiatura
- La zia di Carlo, regia di Alfredo Guarini (1942) – riduzione e sceneggiatura
- Senza una donna, regia di Alfredo Guarini (1943) – soggetto, sceneggiatura e dialoghi
- Il diavolo va in collegio, regia di Jean Boyer (1944) – sceneggiatura, adattamento e dialoghi
- Ho scelto l'amore, regia di Carlo Ludovico Bragaglia (1952) – sceneggiatura
- Martin Toccaferro, regia di Leonardo De Mitri (1953) – sceneggiatura
- Tempi nostri (Zibaldone n.2), regia di Alessandro Blasetti (1953) – soggetto, dalla tragedia in due battute Il bacio
- Guai ai vinti, regia di Raffaello Matarazzo (1954) – sceneggiatura
- Ridere! Ridere! Ridere!, regia di Edoardo Anton (1954) – sceneggiatura
- Gli Italiani e le vacanze, regia di Filippo Walter Ratti (1963) – commento
- Follie d'estate, regia di Carlo Infascelli, Edoardo Anton (1966) – soggetto e sceneggiatura

### Televisione Rai
- Ma che cosa è questo amore, regia di Ugo Gregoretti – miniserie TV (1979)

Nel 1963 fu sceneggiatore di sketch della rubrica pubblicitaria televisiva Carosello, che pubblicizzavano lo shampoo DOP della Saipo L'Oréal.

## Programmi radiofonici Eiar
- L'amore fa fare questo e altro, commedia in tre atti di Achille Campanile, regia di Silvio Gigli, musiche di Mario Vallini, trasmessa il 21 gennaio 1942.

### Radio Rai
- Il ciambellone, commedia di Achille Campanile, regia di Enzo Convalli, trasmessa l'8 aprile 1947.
- L'arte di morire, commedia in un atto, regia Nino Meloni, compagnia del Teatro Comico Musicale di Roma, trasmessa il 3 ottobre 1956.[12]
- La moglie ingenua e il marito malato, tre atti, regia di Umberto Benedetto, compagnia di prosa di Firenze della Rai, trasmessa il 26 novembre 1956.[13]
- Il salvataggio, commedia in un atto, regia di Amerigo Gomez, compagnia di prosa di Firenze della Rai, trasmessa l'8 marzo 1958.[14]